# Tidningsteatern
Tidningsteatern var en svensk fri teatergrupp i Malmö, startad år 1971.

## Historik
Tidningsteatern startades i Malmö 1971 och bestod i grunden endast av bröderna Michael och Thomas Segerström. Med en folklig, burlesk inriktning och inspiration från Hasse & Tage, tysk samhällskritisk kabarétradition från 1920-talet, kringresande kulturpersoner på sovjetiska landsbygden, svensk bondkomik och proggrörelsen reste bröderna under 1970-talet runt med samtidssatiriska, samhällsaktuella föreställningar med anknytning till medias nyhetsflöde och debatter. Bland revyföreställningarna fanns Svinhugg: kortrevy för vuxna på aktuella händelser (1975) och Tarmludd: som avslöjar personer ur det offentliga livet (1976).
De gjorde även radioserien Totalradions veckokrönika på Sveriges Radio, med inspelningen Här är totalradion på skiva från Amalthea (1977), och tv-serien Totaltelevisionen (1977) i Sveriges Television, samt turnerade med Tältprojektet 1977. 
Under 1974 inledde de ett samarbete med bland andra Hoola Bandoola Band och gjorde tillsammans de humoristiska, samhällskritiska kabaréföreställningarna Sture Starring Story (1974), en satir omkring Eurovisionsschlagerfestivalen i Stockholm efter Abbas seger året innan, och Kaninerna på Navarone (1976), om spionerihärvor omkring CIA, SÄPO, IB-affären etc. Efter en samarbetskonflikt med dragning i olika riktningar och livsåskådningsval, då broder Thomas fördjupade sig inom andlig utveckling, upphörde arbetet 1979. Bröderna övergick till skilda verksamheter, bland annat med utveckling av teaterverksamheten på Teater Fågel Blå och skapandet av Boulevardteatern.

### Återkomst
År 2018 återuppstod teaterduon i form av den turnerande, återblickande föreställningen Tidningsteatern – Fyrtio är efter döden, med premiär på Johannamuseet 17 mars 2018.